# Marmaduke (film)
Marmaduke (în engleză Marmaduke) este un film de acțiune și comedie, realizat în anul 2010.